# Ignasi Tarazona i Blanch
Ignasi Tarazona i Blanch   (Sedaví, 1854 - València, 1924) fou un astrònom valencià.
Catedràtic de cosmografia i física del Globus, i germà del també astrònom Antoni Tarazona i Blanch. Ignasi Tarazona s'havia doctorat en ciències exactes per la Universitat de València i sentia una enorme passió per l'astronomia, per la seva investigació i per la seva divulgació. El 1898 obtingué la càtedra de cosmografia i física del Globus de la Universitat de Barcelona. El 1906 tornà a terres valencianes per a prendre novament possessió d'una càtedra de cosmografía i física del Globus, aquest cop a la Universitat de València. El seu interès per la investigació astronòmica el dugué a fundar dos observatoris universitaris a les universitats de Barcelona (1905) i a la de València (1909). Aquest últim, l'Observatori Astronòmic de la Universitat de València, encara està en actiu i l'observatori astronòmic universitari més antic d'Espanya. Per a Tarazona constituïa "un deure crear aquests observatoris, amb la finalitat de relacionar-se amb el progrés de l'ensenyament experimental". El doctor Tarazona establí un actiu intercanvi d'informació i treballs amb una ampla xarxa d'observatoris i institucions científiques espanyoles i estrangeres. A més, dugué a terme, una sèrie de feines d'índole docent i divulgadora, de gran interès.